# بيير باتشيف
بيير باتشيف (بالفرنسية: Pierre Batcheff)‏ هو ممثل فرنسي (وحمل سابقاً جنسية الاتحاد السوفيتي والإمبراطورية الروسية)، ولد في 23 يونيو 1901 بهاربن في الصين، وتوفي في 13 أبريل 1932 بباريس في فرنسا بسبب جرعة زائدة.

## وصلات خارجية
- بيير باتشيف على موقع IMDb (الإنجليزية)
- بيير باتشيف على موقع ألو سيني (الفرنسية)
- بيير باتشيف على موقع أول موفي (الإنجليزية)
- بيير باتشيف على موقع قاعدة بيانات الأفلام السويدية (السويدية)
- بيير باتشيف على موقع قاعدة بيانات الفيلم (الإنجليزية)
- بيير باتشيف على موقع كينوبويسك (الروسية)